# Jim Carey
Ne doit pas être confondu avec Jim Carrey.
Pour les articles homonymes, voir Carey.
Jim Carey (né le 31 janvier 1974 à Dorchester, État du Massachusetts aux États-Unis) est un joueur professionnel américain de hockey sur glace qui jouait au poste de gardien de but pour les Capitals de Washington, les Bruins de Boston et très brièvement pour les Blues de Saint-Louis. Il possède un quasi-homonyme en la personne de l'acteur canadien Jim Carrey.

## Carrière
Le jeune gardien de la NCAA qui jouait avec l'Université du Wisconsin fut repêché par les Capitals en 2e ronde, 32e au total, au repêchage d'entrée dans la LNH 1992. Carey connut une très courte carrière dans la Ligue nationale de hockey, mais il a été propulsé jusqu'à la gloire à une vitesse fulgurante.
À sa première saison en 1994-1995, il s'installe au poste de gardien titulaire des Caps et remporte, en 28 matches, 18 victoires (avec 4 blanchissages) contre seulement 6 défaites et 3 matches nuls.
En 1995-1996, il dispute 71 des matches des Caps, en gagnant 35, en perdant 24 et ajoutant 9 matches nuls; il aura 9 blanchissages et remportera le trophée Vézina qui semblait destiné saison après saison à être remis à Dominik Hašek. Mais aussi rapidement atteignit-il la gloire, aussi rapidement lui échappa-t-elle lorsqu'il fut échangé aux Bruins dans un énorme échange impliquant Adam Oates. Le Net Detective (un jeu de mots avec Pet Detective, le surnom de son homonyme Jim Carrey dans Ace Ventura, détective pour chiens et chats) ne put retrouver sa confiance chez les Bruins et passa du temps avec les Bruins de Providence. En 1998, il signe avec les Blues. Il ne jouera que 4 matches sans montrer quoi que ce soit de particulièrement brillant et après 2 matches dans la ligue internationale de hockey, il mit un terme à une carrière éphémère, où il aura néanmoins laissé sa marque.

## Trophées et honneurs personnels
- Ligue américaine de hockey
  - 1995 : remporte le trophée Dudley-« Red »-Garrett.
  - 1995 : remporte le trophée Aldege-« Baz »-Bastien.
- Ligue nationale de hockey
  - 1996 : remporte le trophée Vézina.

## Statistiques
| Saison     | Équipe                 | Ligue      |     | Saison régulière | Saison régulière | Saison régulière | Saison régulière | Saison régulière | Saison régulière | Saison régulière | Saison régulière | Saison régulière | Saison régulière |   | Séries éliminatoires | Séries éliminatoires | Séries éliminatoires | Séries éliminatoires | Séries éliminatoires | Séries éliminatoires | Séries éliminatoires | Séries éliminatoires | Séries éliminatoires |
| Saison     | Équipe                 | Ligue      | PJ  | V                | D                | Pr/N             | Min              | BC               | Moy              | % Arr            | Bl               | Pun              | PJ               | V | D                    | Min                  | BC                   | Moy                  | % Arr                | Bl                   | Pun                  |                      |                      |
| 1992-1993  | Badgers du Wisconsin   | NCAA       | 26  | 15               | 8                | 1                | 1 525            | 78               | 3,07             |                  | 1                | 0                | -                | - | -                    | -                    | -                    | -                    | -                    | -                    | -                    |                      |                      |
| 1993-1994  | Badgers du Wisconsin   | NCAA       | 40  | 24               | 13               | 1                | 2 247            | 114              | 3,04             | 90,2             | 1                | 6                | -                | - | -                    | -                    | -                    | -                    | -                    | -                    | -                    |                      |                      |
| 1994-1995  | Pirates de Portland    | LAH        | 55  | 30               | 14               | 11               | 3 281            | 151              | 2,76             | 90,9             | 6                | 2                | -                | - | -                    | -                    | -                    | -                    | -                    | -                    | -                    |                      |                      |
| 1994-1995  | Capitals de Washington | LNH        | 28  | 18               | 6                | 3                | 1 604            | 57               | 2,13             | 91,3             | 4                | 0                | 7                | 2 | 4                    | 359                  | 24                   | 4,19                 | 83,4                 | 0                    | 4                    |                      |                      |
| 1995-1996  | Capitals de Washington | LNH        | 71  | 35               | 24               | 9                | 4 070            | 153              | 2,26             | 90,6             | 9                | 6                | 3                | 0 | 1                    | 98                   | 10                   | 6,18                 | 74,4                 | 0                    | 0                    |                      |                      |
| 1996-1997  | Capitals de Washington | LNH        | 40  | 17               | 18               | 3                | 2 294            | 105              | 2,75             | 89,3             | 1                | 2                | -                | - | -                    | -                    | -                    | -                    | -                    | -                    | -                    |                      |                      |
| 1996-1997  | Bruins de Boston       | LNH        | 19  | 5                | 13               | 0                | 1 005            | 64               | 3,82             | 87,1             | 0                | 0                | -                | - | -                    | -                    | -                    | -                    | -                    | -                    | -                    |                      |                      |
| 1997-1998  | Bruins de Boston       | LNH        | 10  | 3                | 2                | 1                | 497              | 24               | 2,90             | 89,3             | 2                | 0                | -                | - | -                    | -                    | -                    | -                    | -                    | -                    | -                    |                      |                      |
| 1997-1998  | Bruins de Providence   | LAH        | 10  | 2                | 7                | 1                | 604              | 40               | 3,97             | 87,8             | 0                | 2                | -                | - | -                    | -                    | -                    | -                    | -                    | -                    | -                    |                      |                      |
| 1998-1999  | Bruins de Providence   | LAH        | 30  | 17               | 8                | 3                | 1 750            | 68               | 2,33             | 91,9             | 3                | 4                | -                | - | -                    | -                    | -                    | -                    | -                    | -                    | -                    |                      |                      |
| 1998-1999  | Cyclones de Cincinnati | LIH        | 2   | 1                | 0                | 1                | 120              | 2                | 1,00             | 96,2             | 0                | 0                | -                | - | -                    | -                    | -                    | -                    | -                    | -                    | -                    |                      |                      |
| 1998-1999  | Blues de Saint-Louis   | LNH        | 4   | 1                | 2                | 0                | 202              | 13               | 3,87             | 82,9             | 0                | 0                | -                | - | -                    | -                    | -                    | -                    | -                    | -                    | -                    |                      |                      |
| Totaux LNH | Totaux LNH             | Totaux LNH | 172 | 79               | 65               | 16               | 9 668            | 416              | 258              | 89,8             | 16               | 8                | 10               | 2 | 5                    | 456                  | 35                   | 4,61                 | 81,6                 | 0                    | 4                    |                      |                      |

| Année | Équipe             | Compétition                  |   | PJ | V | D | Pr/N | Min | BC   | Moy  | % Arr | Bl | Pun      |  | Résultat |
| 1993  | États-Unis -20 ans | Championnat du monde -20 ans | 4 | 2  | 2 | 0 | 240  | 14  | 3,50 | 91,2 | 0     |    | 4e place |  |          |